# ファイズ・アハマド・ファイズ

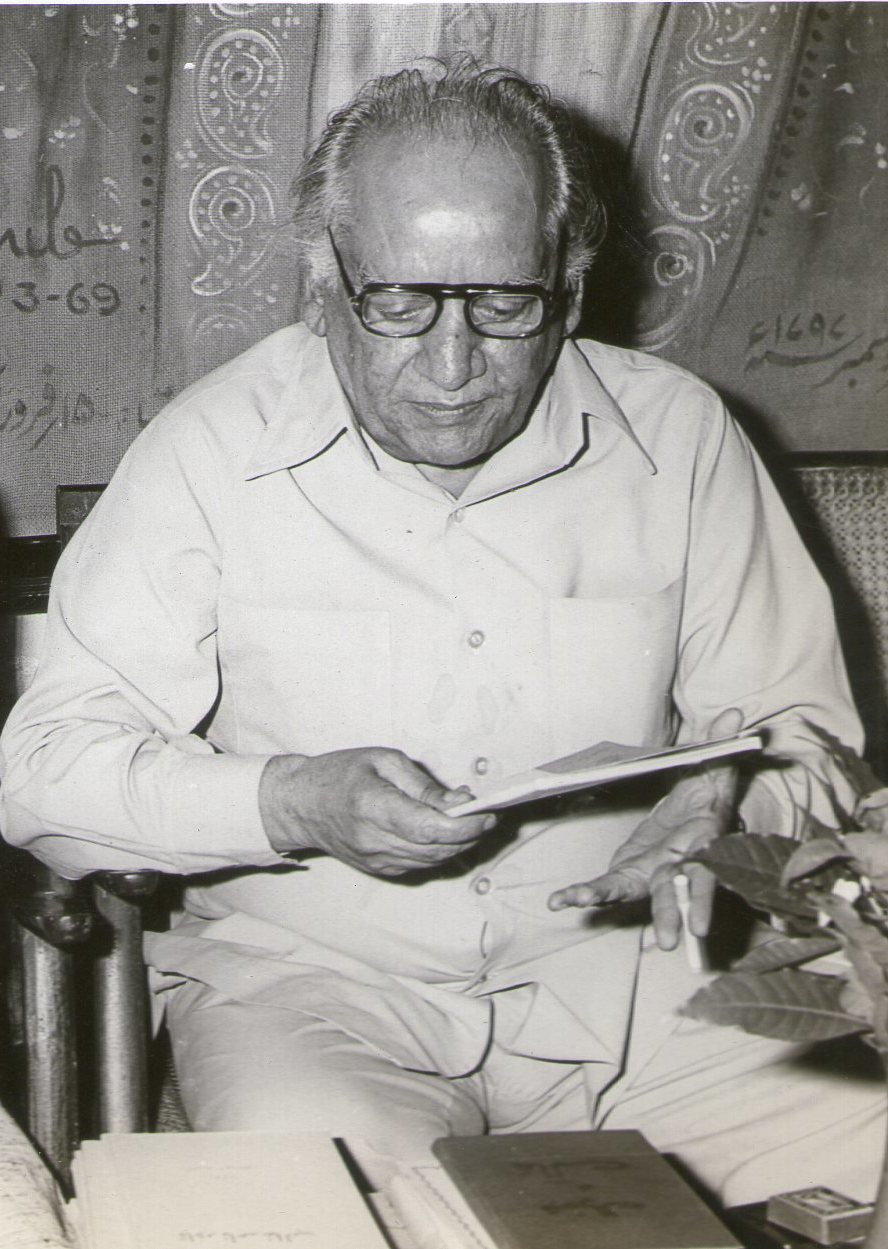
「ファイズ・アハマド・ファイズ

ファイズ・アハマド・ファイズ（ウルドゥー語: فیض احمد فیض、Faiz Ahmad Faiz、1911年2月13日–1984年11月20日）パキスタンの詩人、社会活動家。

## 生涯
インドのパンジャーブ州のスィヤールコートで生まれる。父親はアフガニスタンのイギリス駐在大使を務めたほど有能な弁護士であったという。4歳の頃から家庭でクルアーンを学び、5歳で小学校、12歳でミッション・スクールに入り裕福な家庭の子として育つ。学生時代から詩を書き始め、ラホールのガバメンタル・カレッジでアラビア語とイギリス文学を学び、さらにオリエンタル・カレッジでもアラビア語を研究し続けた。1929年の世界恐慌と、1931年の父の突然の死により莫大な借金が残されたことで、現実の厳しさや世界の変化について実感する。1934年に学業を終え、翌年に英語の教師としてアムリットサルのM・A・O・カレッジに赴任する。この頃『共産党宣言』を読み、昼の教師としての仕事と同時に夜は労働組合運動や反植民地運動の支部づくりに奔走する。1942年に入隊し、デリーにある情報省で1947年1月まで勤めた。新しくできた英字紙『パキスタン・タイムズ』の初代編集長となり、パキスタン労働組合の副議長にもなった。
1947年8月、インドとパキスタンが分離して独立し、パキスタンは社会経済の不安定により内紛が絶えない状態にあった。1951年初め、アクバル・カーン陸軍少将を中心にリヤーカト・アリー・カーン首相へのクーデターが企てられ、ファイズは3月9日早朝にこの件で逮捕され、1953年に秘密裁判で有罪とされ1955年4月に出獄するまでサルゴーダー、ハイダラバード、カラチ、モントゴメリーの刑務所を転々とさせられた。釈放後、『パキスタン・タイムズ』にもどり、1955年のデリーで行われたアジア作家大会、1958年にタシケントで開かれたアジア・アフリカ作家会議に参加している。その留守中にクーデタが起こりアユーブ・カーン将軍により戒厳令がひかれていたが、ファイズは友人の忠告に従わずに帰国し、国家機密防衛法により12月に逮捕・投獄され、『パキスタン・タイムズ』も軍事政権により接収された。
1959年4月に釈放されると、ラホールでできたばかりの「アート・カウンセル　Arts Council」のセクレタリーとしてドラマの上演・劇場建設を仕事として、制作した映画で国際映画賞を受賞した。1962年にファイズはレーニン賞（文学）を受賞し、そのことがかえって軍事政権との反目をもたらしたため、1964年までパキスタンには戻らず、ロンドンを拠点にし、ソ連・キューバ・アルジェリア・エジプト・レバノン・ハンガリーなどを歴訪する。パキスタンではカラチのカレッジ校長となり、スラムに学校や病院をつくる活動に従事。ヤヒヤ・カーン大統領の時代を経て、1973年8月にズルフィカル・ブットによる文民政権が実現した。カラチでのスラムの仕事で知り合っていたブットが、ファイズを文化庁長官に任命する。この登用には、ソ連外相コスイギンの推挙があったとも言われる。しかしブット政権は軍への依存を脱しえず、1977年7月にズィヤー・ウル・ハック陸軍参謀長のクーデターが起こり、ファイズは国外へ出てふたたびロンドン・モスクワ・アメリカ・パリ・サマルカンドを転々とする生活にもどった。
1978年、アジア・アフリカ作家会議の機関誌『ロータス』の編集長であったコーセス・セバイが暗殺されると、編集局はカイロからベイルートへ移転し、後任の編集長としてファイズが選任された。彼はパレスチナ闘争の拠点であったベイルートに住み、PLOのアラファト議長の保護下でパレスチナの人権回復闘争に関与した。イスラエルによる爆撃が激しくなりアラファトの勧告もあったので、彼はベイルートを脱出してトリポリ・ベトナム・モスクワをへてパキスタンに帰国した。民主化運動への弾圧が続いていたハック政権下で、心臓発作により死去。

## 詩と政治
インド・パキスタンでは叙情詩の定型であるガザルを用いるほか、自由詩・四行詩の詩型で書いていた。ウルドゥー文学では古い形式のガザルをよみがえらせ、現代社会の心情を盛るにふさわしい形式に造りかえたといわれる。同時代のパキスタン人の評価では、ファイズはムハンマド・イクバールの後継者とでもいうべき地位を与えられている。
学生時代から詩を書き始めたが、周囲の文学者と同じくファイズも当時展開されていたインドの社会問題や反英闘争にあまり関心がなく、主に恋愛を詩の主題に選んでいた。ところがファイズの実家が没落した1930年代のインドにも、古い社会を批判し植民地からの解放を目指そうという進歩主義文学運動が起こると、ファイズは外の世界に目を向け、飢餓や貧困を克服したいと欲し、抑圧や不正に抗議する気持ちを詩にも書き記すようになる。パキスタンの分離独立以来、ファイズは投獄と追放のうちに長い年月を送り、その詩は祖国パキスタンの軍事政権への警戒・批判・憤り、死んだ同志への追悼など、その時々の政治情勢と切り離せない。
海外の文学者ではパブロ・ネルーダ、アルベルト・モラヴィア、ウィリアム・ゴールディング、サルトル、サンゴール、マフムード・ダルウィーシュ、ムイン・ブセイソウ、アブドル・ラフマン・カミシー、ナズム・ヒクメット、堀田善衛などと1960年代にモスクワで知り合い、交友を深める。ファイズの詩は英語・ヒンディー語・フランス語・ドイツ語・ロシア語・中国語・アラビア語など世界各国語に訳されている。邦訳では、1994年に花神社から片岡 弘次・訳編『ファイズ詩集』が出版されている。